# Megalomyrmex modestus
Megalomyrmex modestus är en myrart som beskrevs av Carlo Emery 1896. Megalomyrmex modestus ingår i släktet Megalomyrmex och familjen myror. Inga underarter finns listade i Catalogue of Life.